# گل خورشیدی (گیاه)
لاپسانا (نام علمی: Lapsana communis) نام یک گونه از تیره کاسنیان است.